# Dogana
Dogana is een plaats (frazione) in de Italiaanse gemeente Civitella Paganico.
Het frazione is een klein dorp gelegen op een heuvel, met een kerk in het midden van het plein.